# 弗羅林·弗拉伊庫
弗羅林·弗拉伊庫（羅馬尼亞語：Florin Vlaicu；1986年7月26日—）是一位羅馬尼亞橄欖球運動員。他是羅馬尼亞國家橄欖球隊的一員，代表羅馬尼亞參加了2015年世界盃橄欖球賽。